# Чакановце (Лучењец)
Чакановце (слч. Čakanovce) насељено је мјесто са административним статусом сеоске општине (слч. obec) у округу Лучењец, у Банскобистричком крају, Словачка Република.

## Становништво
| Година:    | 1994. | 2004.   | 2014.    | 2024.   |
| ---------- | ----- | ------- | -------- | ------- |
| Број људи: | 913   | 957     | 1153     | 1143    |
| Разлика:   |       | +4,81 % | +20,48 % | -0,86 % |

| Година:    | 2023. | 2024.  |
| ---------- | ----- | ------ |
| Број људи: | 1125  | 1143   |
| Разлика:   |       | +1,6 % |

Према подацима о броју становника из 2011. године насеље је имало 1.110 становника.